# Givanilton Martins Ferreira
Givanilton Martins Ferreira (* 13. April 1991 in Irecê, Bahia), auch bekannt als Gil Martins oder Gil, ist ein brasilianischer Fußballspieler.

## Karriere
Gil Martins erlernte das Fußballspielen in der Jugend vom Vila Nova FC. Hier unterschrieb er im Januar 2009 auch seinen ersten Vertrag. Die Mannschaft aus Goiânia spielte in der zweiten Liga, der Série B. Bis August 2009 bestritt er 15 Zweitligaspiele. Von September 2009 bis April 2010 wurde er an den Erstligisten FC Santos verliehen. Für den Verein aus Santos bestritt er zwei Erstligaspiele. Nach der Ausleihe kehrte er zu Villa Nova zurück. Am 1. Juli 2011 lieh ihn der Zweitligist Grêmio Barueri aus. Bis Ende November stand er zwölfmal in der zweiten  Liga auf dem Spielfeld. Nach Vertragsende in Villa Nova wechselte er im Januar 2012 für zwei Monate zum syrischen Klub al-Dschaisch nach Damaskus. Im März 2012 nahm ihn sein ehemaliger Verein Grêmio Barueri wieder unter Vertrag. Anschließend spielte er für die brasilianischen Vereine CA Bragantino, São Bernardo FC und Ceará SC. Im Juli 2015 ging er nach Asien. Hier schloss er sich in Südkorea für den Rest des Jahres dem Fußballfranchise Gangwon FC aus Gangwon-do an. Mit dem Klub, der in der zweiten Liga spielte, bestritt er 18 Ligaspiele. Wo er 2016 spielte, ist unbekannt. Im Januar 2017 nahm ihn der brasilianische Klub Rio Claro FC unter Vertrag. Über den Zweitligisten Boa EC ging er im Januar 2018 wieder nach Südkorea. Hier unterschrieb er einen Vertrag beim Gwangju FC. Für den Klub bestritt er acht Ligaspiele. Nach einer Spielzeit kehrte er wieder in seine Heimat zurück. Von Januar 2019 bis Mitte Juli 2019 spielte er für den Goianésia EC und den FC Treze. Der Lee Man FC, ein Erstligist aus Hongkong, nahm ihn Mitte Juli 2019 unter Vertrag. Am Ende der Saison 2022/23 wurde er mit Lee Man Vizemeister. Ein Jahr später feierte er mit dem Verein die Meisterschaft. Nach 64 Ligaspielen, in denen er 29 Treffer erzielte, wurde sein Vertrag im Sommer 2024 nicht verlängert. Nach kurzer Vereinslosigkeit unterschrieb er Ende Dezember 2024 in Thailand einen Vertrag beim Zweitligisten Chanthaburi FC. Für den Verein aus Chanthaburi bestritt er elf Zweitligaspiele. Im Sommer 2025 kehrte er nach Hongkong zurück. Hier unterschrieb er einen Vertrag beim Erstligisten Eastern AA.

## Erfolge
Lee Man FC
- Hongkonger Meister: 2023/24
- Hongkonger Vizemeister: 2022/23